# رومئو + ژولیت
رومئو + ژولیت (به انگلیسی: Romeo + Juliet) فیلمی محصول سال ۱۹۹۶ به کارگردانی باز لورمن است. این فیلم بر اساس نمایشنامه رومئو و ژولیت نوشته ویلیام شکسپیر ساخته شده‌است. در این فیلم لئوناردو دی‌کاپریو، کلیر دینز، برایان دنهی، جان لگویزمائو و پیت پاستویت به ایفای نقش می‌پردازند.

## بازیگران
- لئوناردو دی‌کاپریو در نقش رومئو
- کلیر دینز در نقش ژولیت
- برایان دنهی در نقش تد مونتگیو
- جان لگویزمائو در نقش تیبالت کاپلت
- پیت پاستویت در نقش پدر لورنس
- پل سوروینو در نقش فلاگنسیو کاپلوت
- دایان ونورا در نقش گلوریا کاپلوت
- دش میهوک در نقش بناولیو مونتگیو
- جس بردفورد در نقش بالتازار مونتگیو
- زاک اورث در نقش گرگوری مونتگیو
- جیمی کندی در نقش سامپسون مونتگیو
- میریام مارگولیس در نقش نارسی
- هارولد پرینوا در نقش مرکوتیو
- پیت پاستویت در نقش پدر لارنس
- پل راد در نقش دیو پاریس
- واندی کرتیس-هال در نقش کاپتان پرینس
- ام امت والش در نقش آپوث کار

## جوایز فیلم
- برنده بفتای بهترین کارگردانی
- برنده بفتای بهترین فیلمنامه اقتباسی
- برنده بفتای بهترین موسیقی
- برنده بفتای بهترین طراحی تولید
- نامزد بفتای بهترین تدوین
- نامزد بفتای بهترین فیلمبرداری
- نامزد بفتای بهترین صدا
- خرس نقره ای بهترین بازیگر نقش اول مرد